# Tumbling (Turnen)

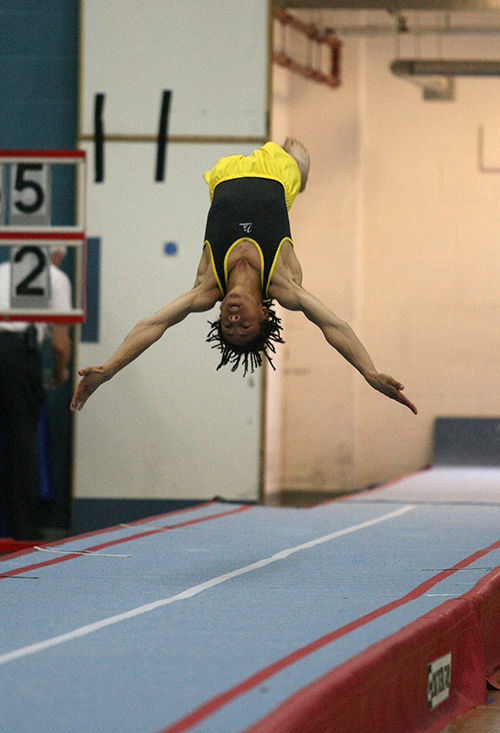
Der Brite Jordan Ramos beim Tumbling

Tumbling ist eine Turnsportart, die national vom Deutschen Turner-Bund (DTB) vertreten wird. Tumbling wird dem Trampolinturnen zugerechnet. Der Sport ist vor allem in England, Russland und in China weit verbreitet. Tumbling ist englisch und bedeutet „sich überschlagen“.
Die Athleten absolvieren auf einer etwa 42 Meter langen Akrobatikbahn eine Reihe von Sprüngen und Überschlägen, wovon 11 Meter Anlauf, 25 Meter Sprungfläche und 6 Meter Landefläche sind. Die Tumbling-Turner müssen eine Serie von acht Sprüngen turnen. Auf einer Meisterschaft müssen die Turner zwei Serien springen, einen Salto und eine Schraubenbahn.